# Santegidiese Calcio S.S.D.
Santegidiese Calcio Società Sportiva Dilettantistica là một câu lạc bộ bóng đá Ý có trụ sở tại Sant'Egidio alla Vibrata, Abruzzo.

## Lịch sử
Câu lạc bộ được thành lập vào năm 1948.

### Serie D
Câu lạc bộ đã được thăng hạng từ Eccellenza Abruzzo lên Serie D sau khi đứng hạng nhất trong mùa giải 2005-06.
Trong mùa 2011-12, đội đã xuống hạng Eccellenza.

## Màu sắc và huy hiệu
Màu sắc chính thức của đội là vàng và đỏ.